# Pharynx
Le pharynx (du grec ancien φάρυγξ (phárynx) : « gorge ») est un carrefour aéro-digestif entre les voies aériennes (de la cavité nasale au larynx) et les voies digestives (de la cavité buccale ou bouche à l'œsophage). On rencontre également à son niveau l'ouverture de la trompe d'Eustache ou tube auditif, qui le met en communication avec l'oreille moyenne au niveau de la caisse du tympan.
Le pharynx intervient dans :
- la déglutition ;
- la respiration ;
- la phonation ;
- l'audition.

## Structure
Le pharynx est un conduit musculo-membraneux, en forme d'entonnoir ou d'une demi-gouttière. Il relie, en partie supérieure, la bouche et les fosses nasales avec l’œsophage et le larynx, en partie inférieure. 
Appliqué contre le rachis cervical, il s'étend de la base du crâne au bord inférieur de la 6e vertèbre cervicale (C6) (ou bord supérieur de C7). Il est toujours béant : en permanence 2 cm séparent les parois antérieure et postérieure.
Il mesure chez l'Homme :
- 13 cm de longueur environ[2] ;
- 5 cm de large en position nasale ;
- 4 cm de large en position orale ;
- 2 cm de large en position laryngée.

Il est riche en innervation sensitivo-motrice par les nerfs crâniens : V, IX, X et XII.
De la superficie à la profondeur (interne vers externe en partant du conduit aéro-digestif), on trouve :
- une muqueuse ;
- le fascia pharyngo-basilaire ;
- les muscles constricteurs, au nombre de trois : supérieur, moyen, inférieur. Ils sont plats, pairs et incurvés ;
- les muscles élévateurs du pharynx ;
- le fascia bucco-pharyngien.

## Subdivisions
C'est un conduit musculo-membraneux collabable subdivisé en trois segments :
- le nasopharynx (ou rhinopharynx),
- l'oropharynx (ou buccopharynx),
- le laryngopharynx (ou hypopharynx).

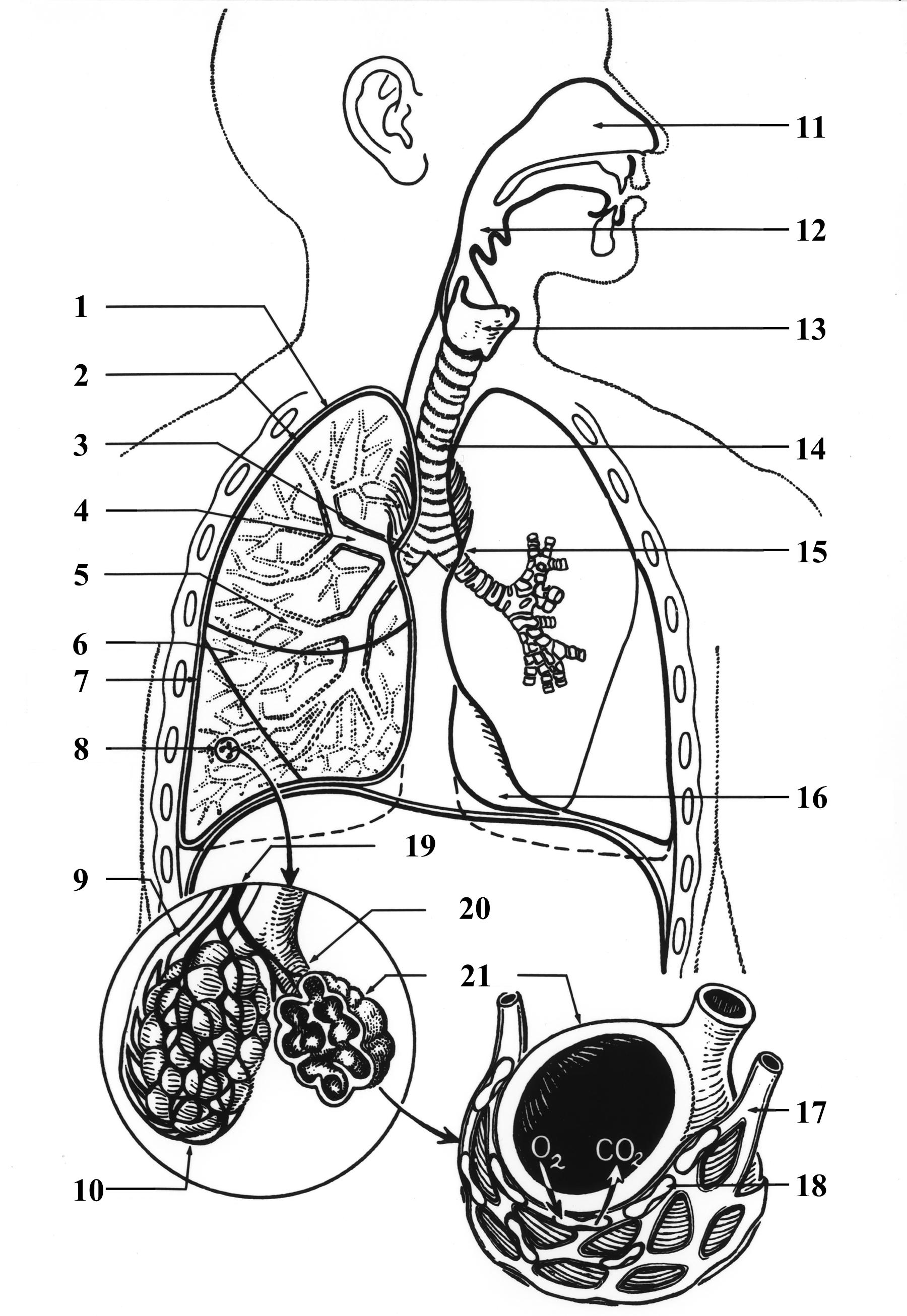
Appareil respiratoire humain : 1 Plèvre pariétale - 2 Plèvre viscérale - 3 Bronche primaire - 4 Bronches secondaires - 5 Bronches tertiaires - 6 Bronchiole - 7 Espace pleural - 8 Bronchiole terminale - 9 Veine pulmonaire - 10 Sac alvéolaire - 11 Cavité nasale - 12 Pharynx - 13 Larynx - 14 Trachée - 15 Hile - 16 Surface médiastinale - 17 Capillaire - 18 Globule rouge - 19 Artère pulmonaire - 20 Conduit alvéolaire - 21 Alvéole

### Nasopharynx, rhinopharynx ou cavum
Le nasopharynx, rhinopharynx ou cavum, est situé en arrière de la cavité nasale. Il est constitué de :
- deux parois latérales qui débouchent en arrière sur les choanes. Sur chaque paroi se trouve l'orifice de la trompe d'Eustache, avec en arrière de celui-ci un récessus pharyngien : la fossette de Rosenmüller ;
- d'une paroi supérieure au niveau de laquelle se trouve le fornix pharyngien correspondant aux tonsilles ou amygdales pharyngiennes. Lorsque celles-ci sont hypertrophiées chez l'enfant, entraînant une gêne respiratoire, on parle de végétations adénoïdes ;
- d'une paroi postérieure au niveau de laquelle se trouve l'arc antérieur de l'atlas ou 1re vertèbre cervicale.

L'observation du nasopharynx par l'ORL peut se faire par rhinoscopie postérieure, c'est-à-dire en plaçant un miroir au fond de la gorge tourné vers le haut, ou par nasofibroscopie (fibroscope passé à travers les fosses nasales pour rejoindre la nasopharynx par l'avant).

### Oropharynx ou buccopharynx
L'oropharynx correspond à la partie antérieure du pharynx. Il s'étend du palais mou à l'os hyoïde et est limité latéralement par les loges amygdaliennes.
Il communique en haut avec le nasopharynx au niveau de l'isthme du pharynx, en regard du voile du palais, en avant avec la bouche par l'isthme du gosier limité par les arcs palato-glosses. Il répond donc à la base de la langue, et en bas avec le laryngopharynx.
Sa paroi postérieure répond à l'arc antérieur de l'atlas (C1) et aux corps des vertèbres cervicales C2 et C3.

### Laryngopharynx ou hypopharynx
Il se place en arrière du larynx et se rétrécit en bas pour se continuer par l'œsophage. Il est limité en haut par l'épiglotte. En arrière il répond aux vertèbres cervicales C4, C5, C6.

## Maladies
Il existe trois maladies principales qui sont la pharyngite, l'insuffisance vélopharyngée et le  cancer du pharynx.

## Autres animaux

Schéma illustrant le fonctionnement des mâchoires pharyingeales d'une murène.